# Calymperes subintegrum
Calymperes subintegrum är en bladmossart som beskrevs av Brotherus 1901. Calymperes subintegrum ingår i släktet Calymperes och familjen Calymperaceae. Inga underarter finns listade i Catalogue of Life.